# Contiusorgel

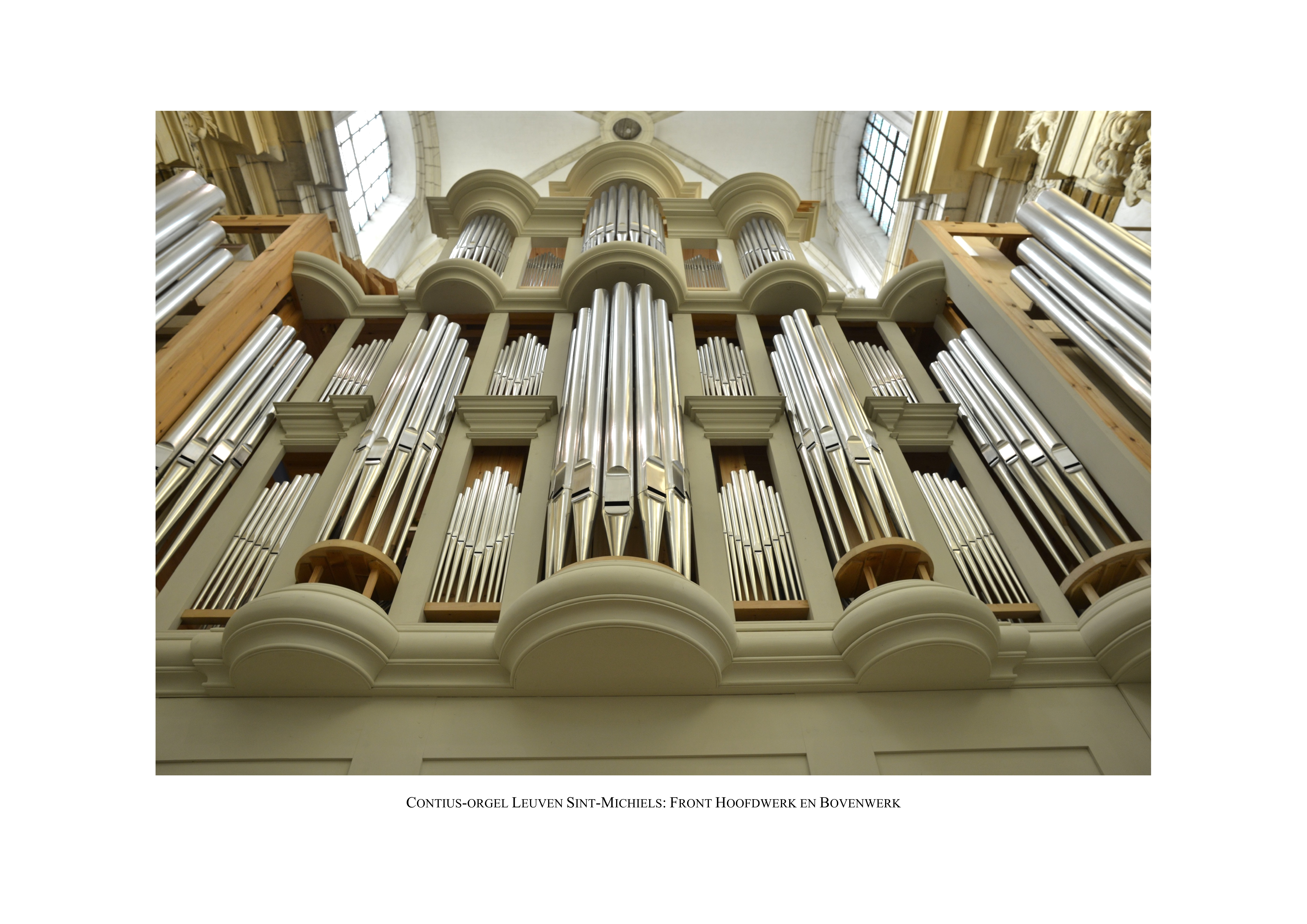
Front Contiusorgel in Leuven

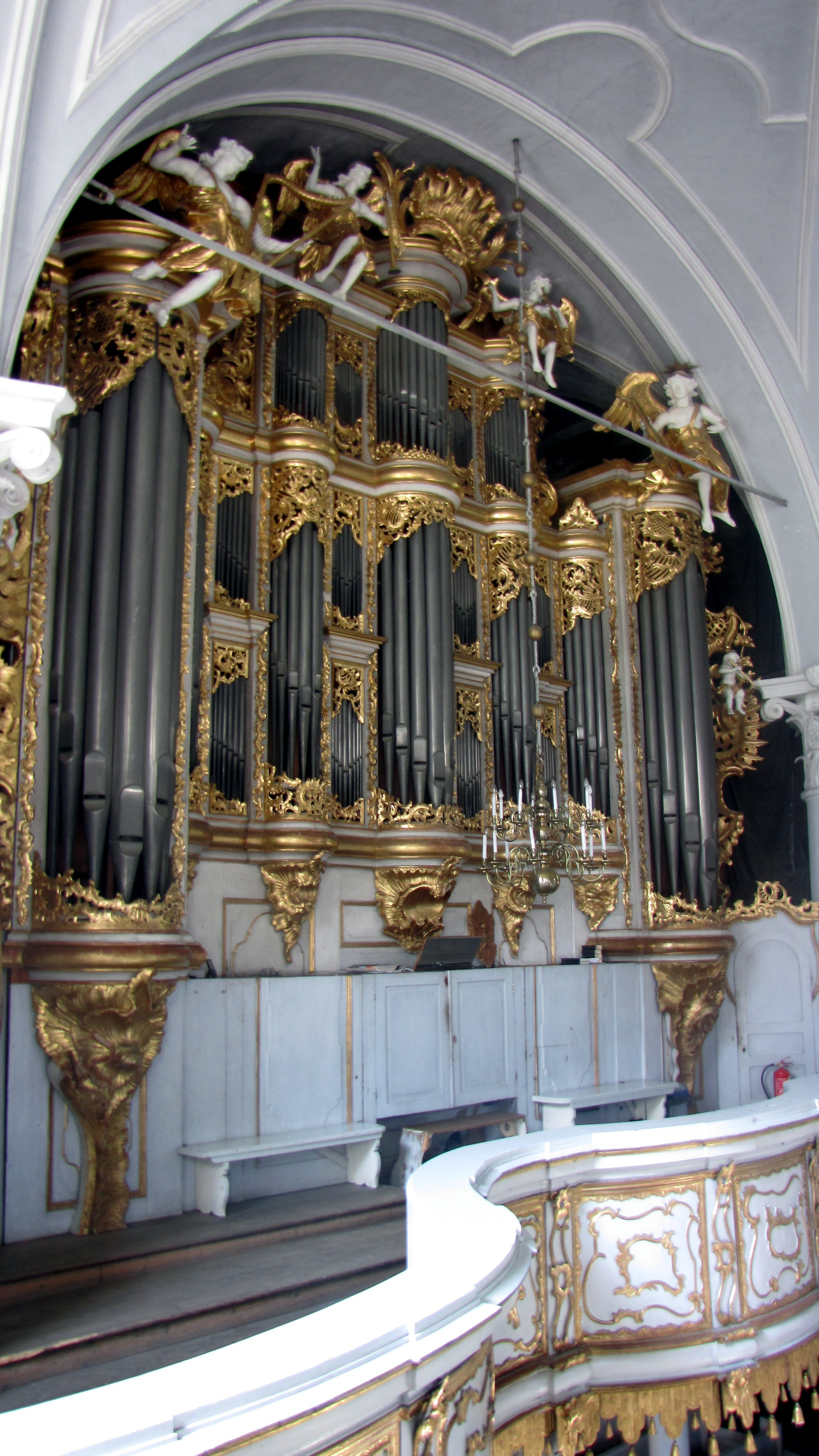
Contiusorgel in Liepaja

Het Belgische Contiusorgel is een nieuw gebouwd kerkorgel in de Sint-Michielskerk in Leuven. Het is een kopie van het enige door Heinrich Andreas Contius gebouwde orgel dat nog bestaat. Dit origineel bevindt zich sinds 1774 in de Heilige Drievuldigheidskerk te Liepaja (Letland). Het is een barokorgel met 38 registers.
Het orgel werd in 2021 voltooid door Joris Potvlieghe en is virtueel ingespeeld op 28 mei 2021. Wim Winters en David Burn zijn organist-titularis.

## Project
Een groep Belgische burgers nam het initiatief tot het bouwen van een nieuw Contiusorgel, een kopie van het Letse instrument. Hiertoe werd de Contius Foundation opgericht, voorgezeten door advocaat Jean-Pierre De Bandt. Het project kwam tot stand in samenwerking met de kerkgemeenschap van de Sint-Michielskerk. Toen deze kerk in 1944 gedeeltelijk werd vernield, ging het aanwezige historische Le Picard-orgel verloren. Het verdwenen orgel werd zeventig jaar later vervangen door het nieuwe orgel. De financiering van het project werd verzekerd door privésponsors, door het Fonds Baillet Latour en door de Nationale Loterij.
Na een studie van het historische instrument, werd de conclusie bereikt dat de bouw van deze kopie nieuw licht kan werpen op de achttiende-eeuwse muziek en meer bepaald op de vertolking van de muziek van Bach en tijdgenoten.
De bouw van het nieuwe orgel gebeurde in drie fasen, door de orgelbouwers Flentrop Orgelbouw (Zaandam, Noord-Holland) en Joris Potvlieghe (Tollembeek in het Pajottenland), onder het toezicht van een internationaal samengesteld comité. Op 28 januari 2016 werd de afgewerkte eerste fase voorgesteld, met name de orgelkast die voorlopig in de Onze-Lieve-Vrouw-ten-Predikherenkerk (Leuven) werd ondergebracht. In 2016 werden stabiliteitswerken uitgevoerd aan de Sint-Michielskerk en in 2018 werd een nieuw doksaal gebouwd naar een ontwerp van architect Jan Mannaerts. Het verving het vooroorlogse doksaal. Het ontwerp werd geïnspireerd door de suggesties van Sigiswald Kuijken teneinde de nodige plaats te bieden aan de uitvoerders van het volledige instrumentale oeuvre van Bach.

## Afbeeldingen

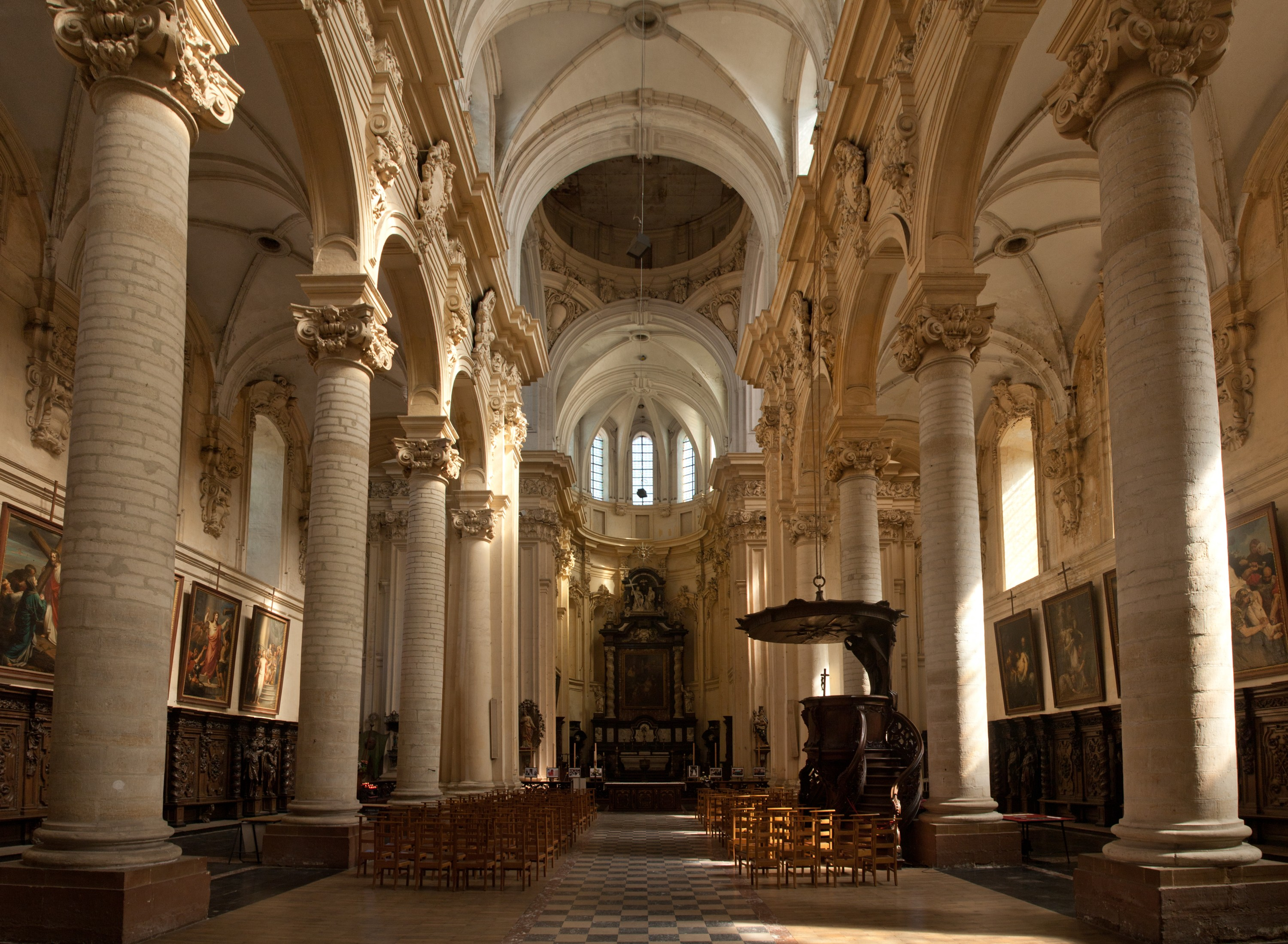
De Sint-Michielskerk in Leuven
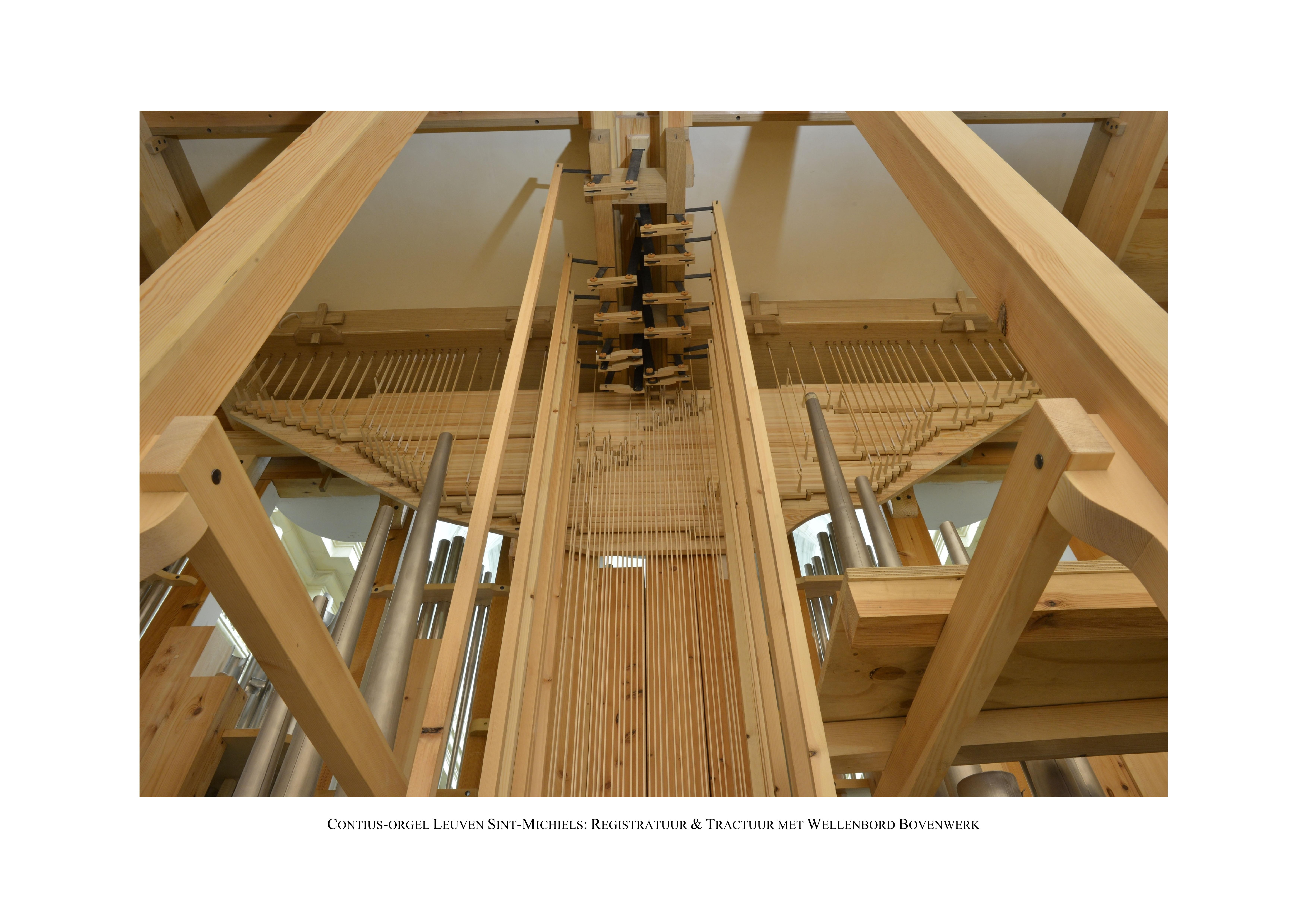
Mechaniek en tractuur bovenwerk van het orgel
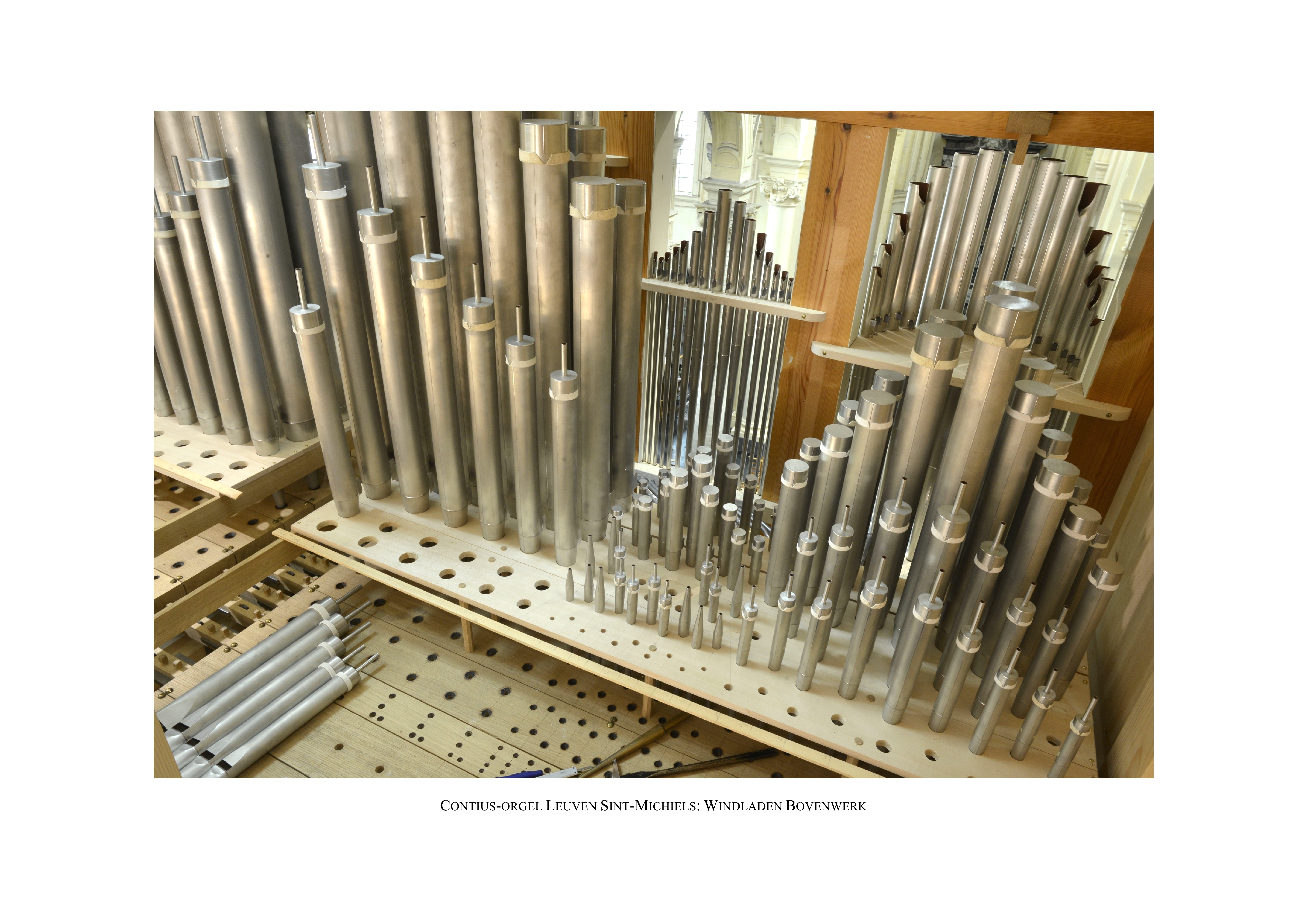
Windladen bovenwerk
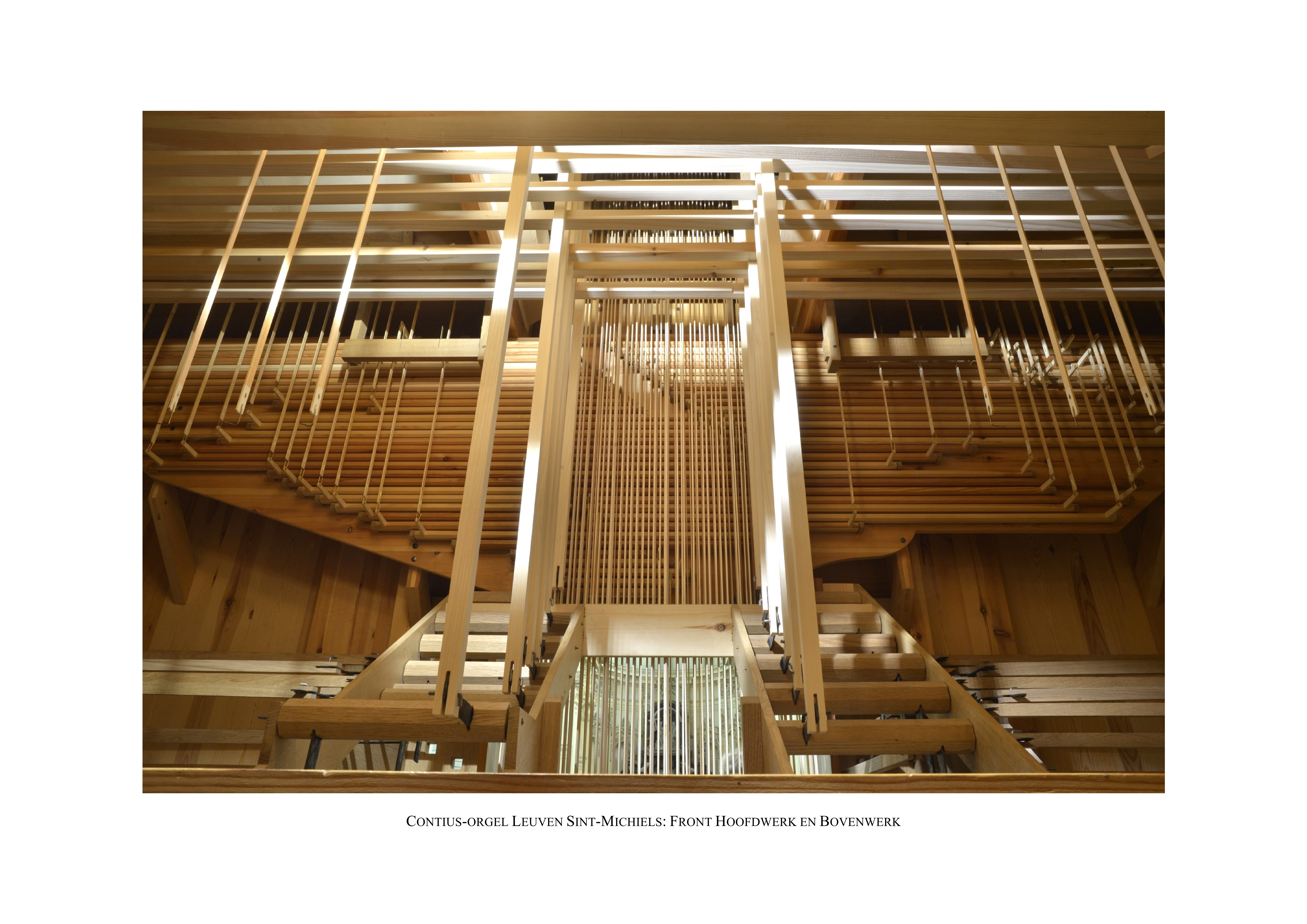
Mechanieken hoofdwerk
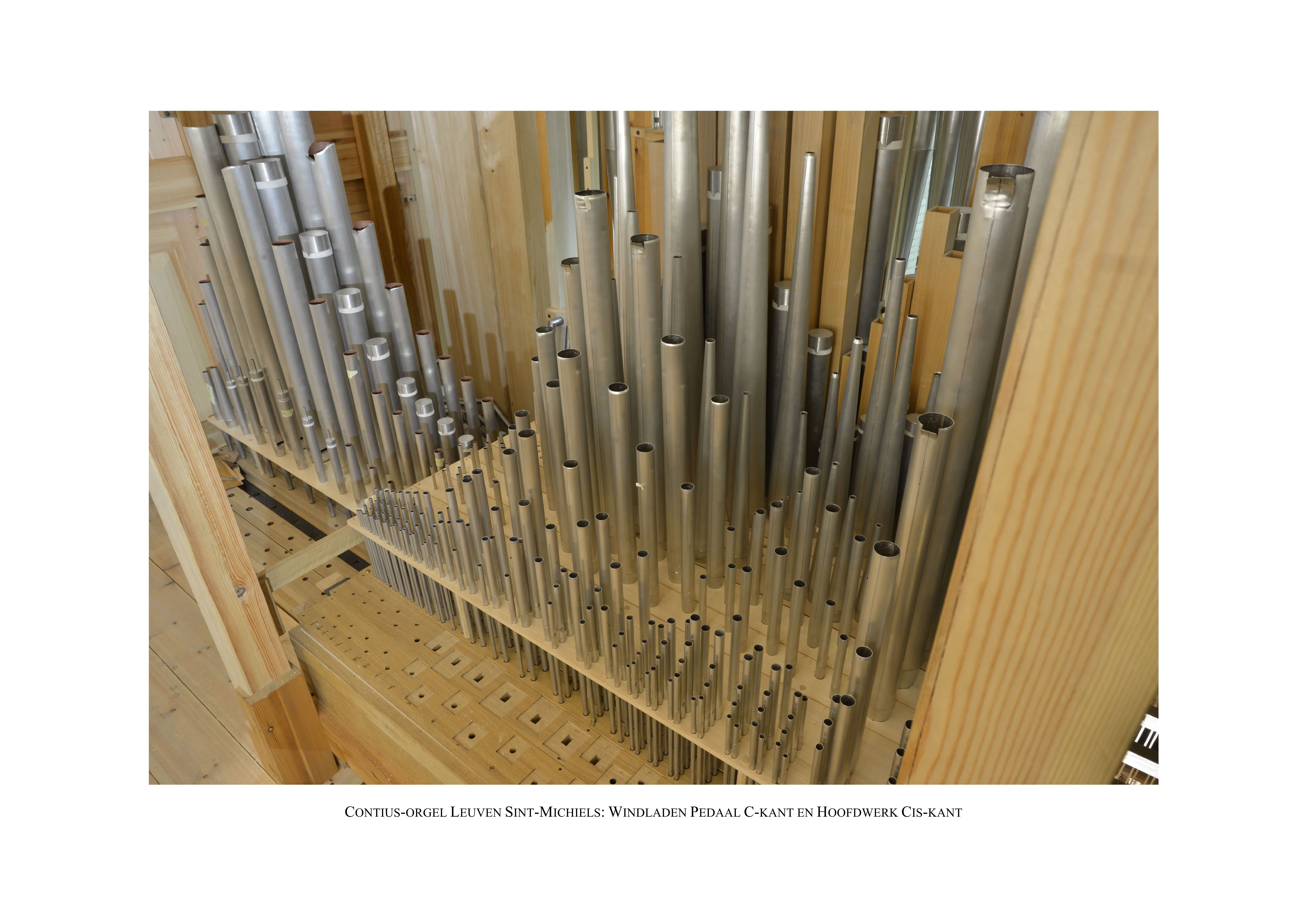
Windladen pedaal
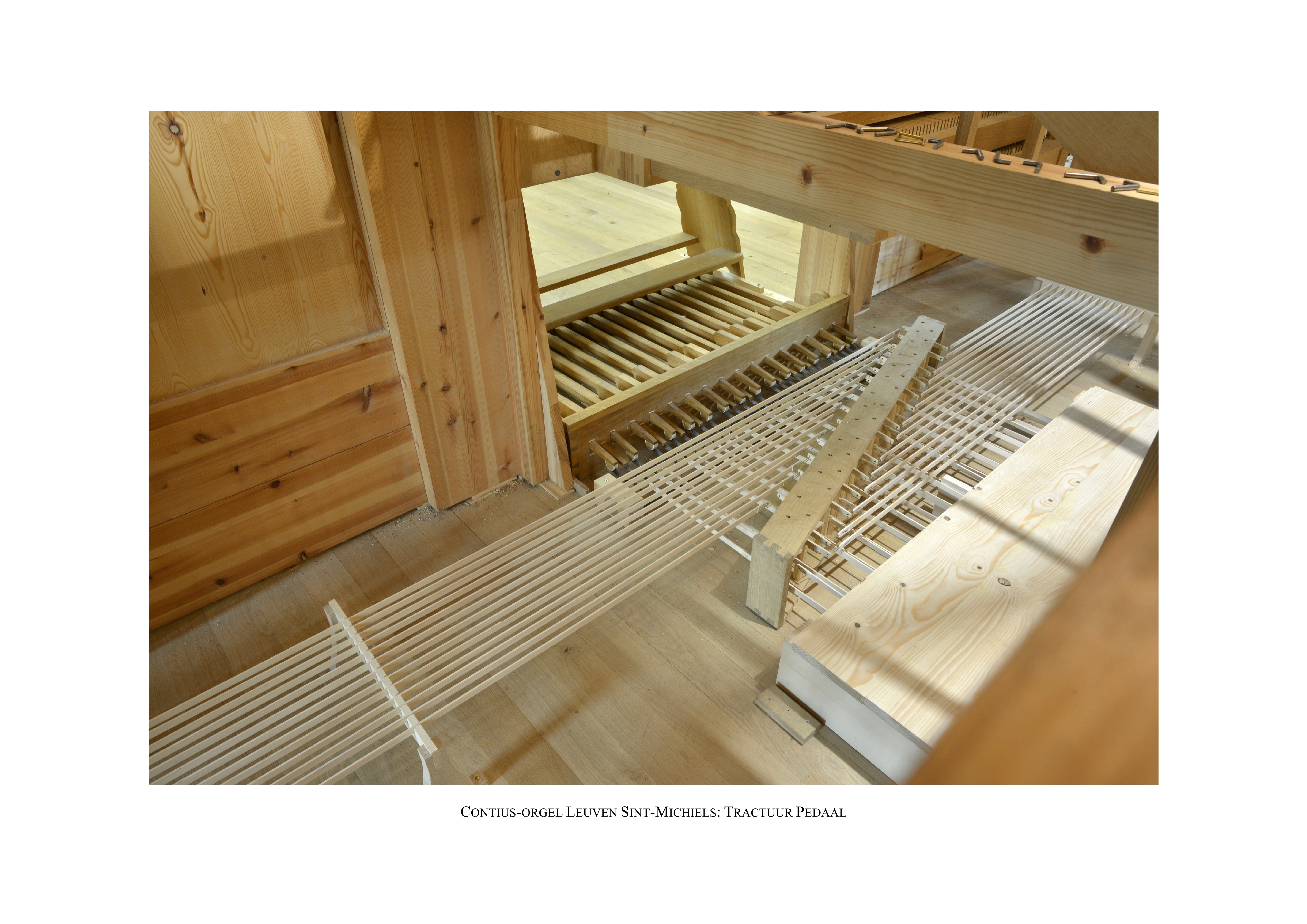
Mechanieken pedaal